# Bacopa verticillata
Bacopa verticillata là một loài thực vật có hoa trong họ Mã đề. Loài này được (Pennell & Gleason) Pennell mô tả khoa học đầu tiên năm 1946.